# ADB-BUTINACA
ADB-BUTINACA是一种含氮有机化合物，分子式C18H26N4O2，属于合成大麻素，与AB-PINACA结构类似，其中异丙基变为叔丁基，正戊基变为正丁基。